# Spinnwebdiagramm

Konstruktion eines Spinnwebdiagramms einer logistischen Abbildung, welche einen anziehenden Fixpunkt zeigt

Ein animiertes Spinnwebdiagramm der logistischen Abbildung, welche chaotisches Verhalten für die meisten Werte von r > 3,57 zeigt

Ein Lémeray-Diagramm, Spinnwebdiagramm, Spinnwebplot oder Verhulst-Diagramm ist ein visuelles Werkzeug, das im Gebiet der  dynamischen Systeme der Mathematik zur Betrachtung des qualitativen Verhaltens von eindimensionalen iterierten Funktionen wie der  logistischen Abbildung verwendet wird. Die Methode wurde Ende 19. Jahrhundert von E.-M. Lémeray vorgeschlagen. Ihre Anwendung macht es möglich, auf den Langzeitstatus einer Anfangsbedingung unter wiederholter Anwendung der Abbildung zu schließen.

## Methode
Für eine gegebene zu iterierende Funktion {\displaystyle f\colon \mathbb {R} \to \mathbb {R} } besteht der Plot aus der Diagonalen {\displaystyle x=y} und der Kurve {\displaystyle y=f(x)}. Um das Verhalten eines Startwerts {\displaystyle x_{0}} darzustellen, wendet man folgende Schritte an.
1. Finde den Punkt auf der Funktionskurve mit x-Koordinate {\displaystyle x_{0}}. Dieser Punkt hat die Koordinaten ({\displaystyle x_{0},f(x_{0})}).
2. Ziehe eine horizontale Linie durch diesen Punkt zur Diagonalen. Dieser Punkt hat die Koordinaten ({\displaystyle f(x_{0}),f(x_{0})}).
3. Ziehe eine vertikale Linie von diesem Punkt auf der Diagonalen zu der Funktionskurve. Dieser Punkt hat die Koordinaten ({\displaystyle f(x_{0}),f(f(x_{0}))}).
4. Wiederhole diese Schritte von Schritt 2 an.

## Interpretation
Auf dem Lémeray-Diagramm entspricht ein stabiler Fixpunkt einem Treppenabschnitt aus immer kleiner werdenden Stufen oder einer Einwärtsspirale, ein instabiler Fixpunkt einem Treppenabschnitt mit wachsenden Stufen oder einer Auswärtsspirale. Es folgt aus der Definition eines Fixpunkts, dass diese Spiralen ein Zentrum haben, bei welchem die Diagonalenlinie {\displaystyle y=x} den Funktionsgraphen schneidet. Ein  Orbit mit Periode 2 ist durch ein Rechteck repräsentiert, wobei größere Periodenzyklen weitere, komplexer geschlossene Schleifen bilden. Ein chaotischer Orbit zeigt sich als „ausgefüllte“ Fläche, die eine unendliche Anzahl von sich nicht wiederholenden Zahlen anzeigt.